# Umaria (huyện)
Huyện Umaria là một huyện thuộc bang Madhya Pradesh, Ấn Độ. Thủ phủ huyện Umaria đóng ở Umaria. Huyện Umaria có diện tích 4062 ki lô mét vuông. Đến thời điểm năm 2001, huyện Umaria có dân số 515851 người.